# Josephine Lang
Josephine Caroline Lang (Monaco di Baviera, 14 marzo 1815 – Tubinga, 2 dicembre 1880) è stata una pianista, cantante e compositrice tedesca.

## Biografia
Josephine Lang proveniva da una famiglia di musicisti. Il nonno e il prozio, Martin Lang (1755-1819) e Franz Lang (1751-1816), furono entrambi affermati cornisti dell'orchestra di corte di Monaco. Il figlio di Martin, Theobald Lang (1783-1839) seguì le orme paterne e divenne violinista nella stessa orchestra nel 1798, all'età di soli 15 anni. Nel 1808 Theobald sposò Regina Hitzelberger (1786-1827), figlia di altri due eccellenti musicisti: il padre era un virtuoso del flauto e la madre, Sabine Renk Hitzelberger (1755-1817), una delle più celebri cantanti liriche del suo tempo, molto apprezzata in particolare da Carl Maria von Weber. Il primo figlio di Theobald e Regina, Ferdinand Lang (1810-1882) intraprese con grande successo la carriera di attore comico a Monaco.
Josephine nacque a Monaco di Baviera il 14 marzo del 1815. A causa della sua nascita prematura, di due mesi, era di costituzione fragile e fu soprannominata dai genitori " figlia dell'ansia" (Angstkind). Durante la prima infanzia fu la madre a darle lezioni di pianoforte , ma fu presto chiaro che il talento di Josephine richiedeva una formazione musicale più ampia e completa. A 11 anni fece il suo debutto ufficiale come pianista, in un museo di Monaco, suonando le Variazioni di Henri Herz. La sua prima composizione risale invece al 1828.
Dopo la morte della madre, avvenuta nel 1827, quando Josephine aveva solo 12 anni, si trovò a dover contribuire al bilancio familiare e iniziò così a dare lezioni private di pianoforte. L'anno dopo il padre si risposò con Therese Seligmann, che si rivelò essere un'ottima seconda madre per Josephine, soprattutto perché si occupò di completare la sua istruzione, iscrivendola ad un istituto scolastico. Fino ad allora, infatti, la sua educazione era stata discontinua ed affidata perlopiù a insegnanti privati.
Il suo padrino, Joseph Stieler, pittore di corte a Monaco e autore anche di famosi ritratti di Beethoven e Goethe, fu molto importante per la sua formazione artistica. Frequentando il suo studio Josephine conobbe alcuni dei più grandi artisti del suo tempo. I mesi estivi passati nella residenza di Stieler, sul Tegernsee, furono inoltre molto utili alla salute cagionevole di Josephine, che qui poteva anche lavorare con calma e cura alle sue composizioni.
Nel 1830 Lang conobbe Felix Mendelssohn che, entusiasta del suo talento, divenne per un periodo suo insegnante di contrappunto. Le raccomandò in seguito di studiare a Berlino con Carl Friedrich Zeller e con sua sorella Fanny Mendelssohn, ma il padre non le permise di lasciare casa. Negli anni Trenta del XIX secolo Lang insegnò quindi canto e pianoforte, divenne cantante di corte presso la Königliche Vokalkapelle e compose.

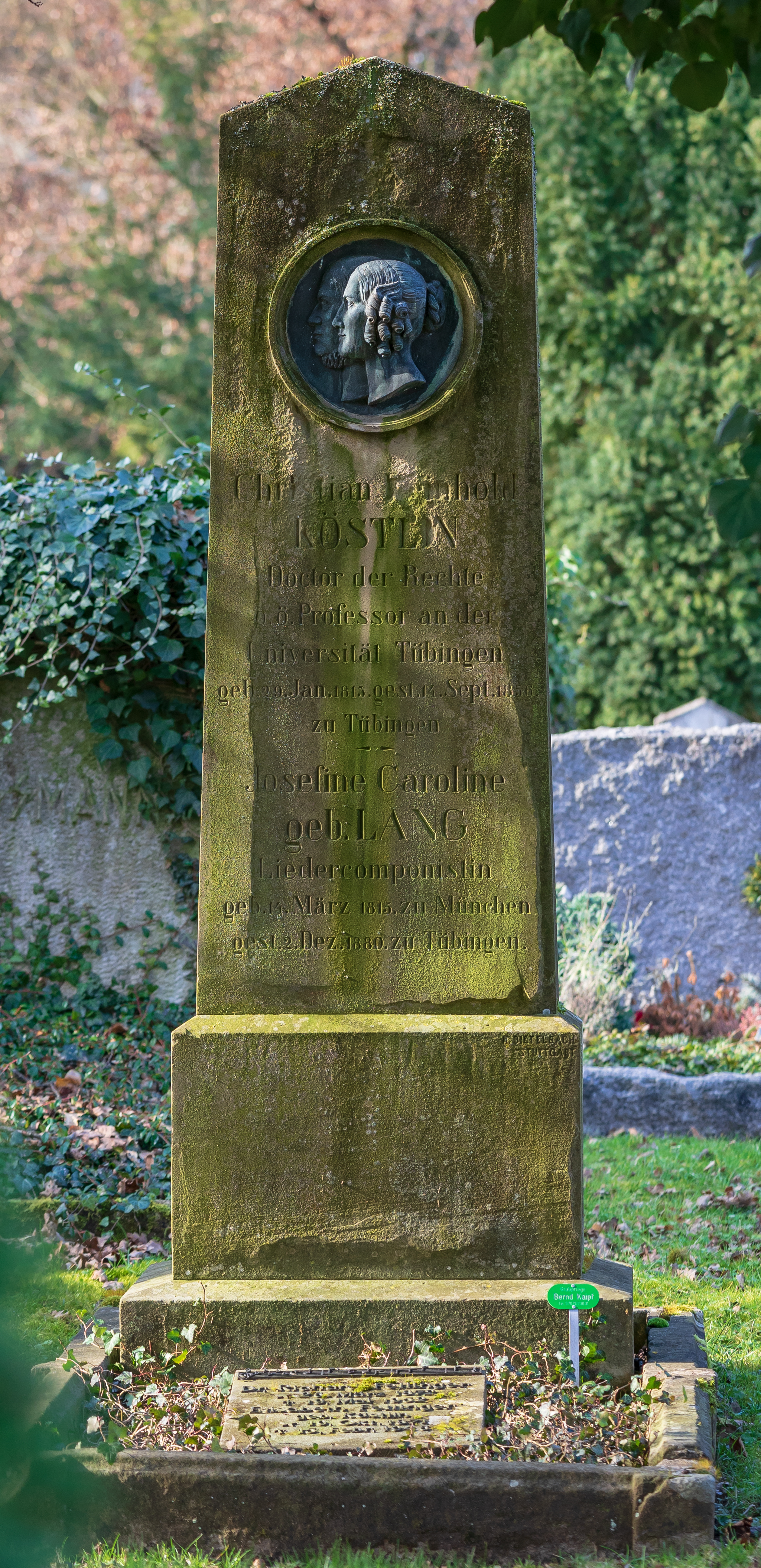
Stele della tomba di Josephine Lang

Nel 1840 Josephine conobbe il suo futuro marito, il poeta e pianista dilettante Reinhold Köstlin. Si era infatti recata in primavera alla stazione climatica di Kreuth, per curare una pleurite. Qui, alcune settimane più tardi, arrivò anche Köstlin, gravemente malato. Secondo i pettegolezzi di Kreuth, la sua malattia sarebbe stata causata da "eventi sconvolgenti"; tali fatti includevano un'infelice relazione con Agnese Schebest, cantante di spicco, che non aveva ricambiato o forse aveva tradito il suo amore. Durante il 1840 scrisse molti Lieder, tuttavia dopo il matrimonio e il conseguente trasferimento nella città di Tübingen, avvenuto nel 1842, la sua produttività ebbe un calo.
Lang riprese a comporre con zelo e assiduità circa 14 anni dopo, alla morte del marito, bisognosa di poter mantenere se stessa e i suoi sei figli. Grazie all'amico Ferdinand Hiller, che si era tra l'altro offerto di scrivere un saggio biografico su di lei (sarà pubblicato nel 1867 sul Kölner Zeitung), e con l'aiuto di Clara Schumann trovò editori per la sua musica. Dei suoi 46 numeri d'opera pubblicati, quasi tutti sono Lieder. Nel 1882 Breitkopf & Härtel pubblicò una raccolta postuma di 40 Lieder, molti dei quali inediti. Lang si identificava fortemente con le sue composizioni e le chiamava "il mio diario" (meine Lieder sind meine Tagesbuch). I temi poetici delle sue composizioni vocali, in tutto circa 150, riguardano l'amore o la natura; le sue melodie, spesso audaci, riflettono il gusto e l'intuizione di una cantante.
Gli anni tra il 1856 e il 1867 furono i più difficili per Josephine Lang. Il figlio maggiore Felix, figlioccio di Mendelssohn, soffrì di una malattia psichiatrica e fu ricoverato presso il manicomio di Winnental, dove morì a causa di un incendio. Il secondo figlio Theobald, che era paralizzato, morì nel 1873. Le due figlie femmine si sposarono e si trasferirono in città lontane. Nel 1880 morì anche il terzo figlio maschio, Eugen; nello stesso anno morì anche Josephine, per un attacco di cuore. L'ultimo figlio Heinrich Adolf Köstlin (1846-1907) fu teologo e storico della musica, in particolare della musica della chiesa evangelica.